# جوزيف ميلز
جوزيف ميلز (بالإنجليزية: Joseph Mills)‏ (30 أكتوبر 1989 بسويندون في المملكة المتحدة - ) هو لاعب كرة قدم بريطاني في مركز الدفاع. شارك مع منتخب إنجلترا تحت 17 سنة لكرة القدم ومنتخب إنجلترا تحت 18 سنة لكرة القدم. أما مع النوادي، فقد لعب مع أولدهام أثلتيك وسكونثورب يونايتد وشروزبري تاون ونادي بيرنلي ونادي دونكاستر روفرز ونادي ريدنغ ونادي ساوثهامبتون.

## وصلات خارجية
- جوزيف ميلز على موقع قاعدة بيانات كرة القدم.إي يو (الإنجليزية)
- جوزيف ميلز على موقع Soccerbase.com (لاعب) (الإنجليزية)
- جوزيف ميلز على موقع Soccerway.com (الإنجليزية)